# Cyrtandra flavescens
Cyrtandra flavescens är en tvåhjärtbladig växtart som beskrevs av Carl Ludwig von Blume. Cyrtandra flavescens ingår i släktet Cyrtandra och familjen Gesneriaceae. Inga underarter finns listade i Catalogue of Life.